# Andrea Okene Bañón
Andrea Okene Bañón (València, 30 de novembre de 2001) és una futbolista valenciana que juga com a davantera al València. És producte del sistema juvenil del Llevant, i va debutar a Primera Divisió l'abril de 2021. El juliol del 2021 es va incorporar al València com a sisé fitxatge de la temporada. Té ascendència nigeriana per part de pare, i valenciana per part de mare.